# Ватанабе Юта
Юта Ватанабе (яп. 渡辺 勇大, 13 червня 1997) — японський бадмінтоніст, бронзовий призер Олімпійських ігор 2020 року.

## Виступи на Олімпіадах
| Олімпіада  | Дисципліна             | Місце |
| ---------- | ---------------------- | ----- |
| Токіо 2020 | змішаний парний розряд | 3     |